# Ruben Garfias
Pour les articles homonymes, voir Garfias.
Ruben Edgar Garfias (Memphis, Tennessee, États-Unis; 23 juillet 1960), est un acteur américain.

## Biographie
Ruben Garfias Il est né le 23 juillet 1960 dans la ville de Memphis, Tennessee, États-Unis et est un acteur américain de télévision et de cinéma.

## Carrière
Le talent d'acteur de Ruben Garfias a été mieux mis en valeur par son travail cinématographique dramatique.
Garfias a commencé sa carrière dans le divertissement en jouant dans des films d'action tels que Dragnet (1987) et Patriot Games (1992) avec Harrison Ford.
Il est également apparu dans le téléfilm Full Eclipse (HBO, 1993-94).
Il a également travaillé à la télévision au début de sa carrière d'acteur, notamment dans Shasta Mcnasty (UPN, 1999-2000). En 2001, il a joué dans le film The Barrio Murders avec Noel Gugliemi et Nena Quiroz. 
En tant qu'acteur, Garfias a joué le rôle de Rafa dans le film To Rob a Thief avec Fernando Colunga, Miguel Varoni, Gabriel Soto, Ivonne Montero et Oscar Torre. 
En 2008, il a joué le président Klaus dans le film Max la Menace : Bruce et Lloyd se déchaînent. Plus tard, M. Suárez revient pour interpréter dans The Perfect Game. 
Il a également participé à un film d'horreur Insidious: Chapter 3 dans le rôle d'Ernesto. 
Il a ensuite participé à des séries telles que Good Doctor, Mentalist, Esprits criminels,  'The Terror, Brooklyn Nine-Nine et Rosewood. En 2017, il est apparu comme une performance spéciale de la série Grey's Anatomy saison 14 épisode 21 sous le nom de "Bob".En 2019, il fait ses débuts en tant que voix d'Héctor Casagrande dans Les Casagrandes, une série animée de Nickelodeon. 
En 2021, il rejoint le casting du film Paradise Cove dans le rôle du shérif Garcia.

## Filmographie

### Cinéma
| An   | Titre                                            | Personnage                 |
| ---- | ------------------------------------------------ | -------------------------- |
| 2021 | Domino : Bataille des Os                         | M. Inés                    |
| 2021 | Paradise Cove                                    | Shérif Garcia              |
| 2018 | Action ou Vérité                                 | Prêtre                     |
| 2016 | Insidieux : Chapitre 3                           | Ernesto                    |
| 2014 | Coquin & Gentil                                  | Jimmy                      |
| 2013 | Le Pacte de tricherie                            | Principal González         |
| 2011 | Rempart                                          | Le gardien de la pharmacie |
| 2010 | Le Jeu parfait                                   | M. Suarez                  |
| 2009 | GB: 2525                                         | Luis Roberto               |
| 2009 | Hôtel pour chiens                                |                            |
| 2008 | Super Agent 86 : Bruce et Lloyd hors de contrôle | Le président               |
| 2007 | Licence à Mer                                    | Entraîneur                 |
| 2007 | Redrum                                           | Détective                  |
| 2007 | Voleur qui vole voleur                           | Rafa                       |
| 2007 | Comité Itty Bitty Titty                          | Sam                        |
| 2003 | Chasse à l'homme                                 | Bert                       |
| 2001 | Les meurtres de Barrio                           | Caco                       |
| 1992 | Patriot's Games                                  | Wilson                     |
| 1987 | Dragnet                                          | Dur #2                     |

### Séries télévisées
| An        | Titre                 | Personnage                       | Épisodes    | Pays                   |
| --------- | --------------------- | -------------------------------- | ----------- | ---------------------- |
| 2018      | The Terror            | Bart Ojeda                       | 2           | Drapeau des États-Unis |
| 2017      | Grey's Anatomy        | Bob                              | T: 14 E: 21 | Drapeau des États-Unis |
| 2017      | Good Doctor           | Ricardo Magallanes               | 1           | Drapeau des États-Unis |
| 2015      | Rosewood              | Carlos Santiago                  | 2           | Drapeau des États-Unis |
| 2015      | Piqueuses             | Frank Parsons                    | 1           | Drapeau des États-Unis |
| 2015      | Est los haut          | Hernan Aguilar                   | 3           | Drapeau des États-Unis |
| 2014-2019 | La Casagrande         | Voix d'Héctor Casagrande         | 50          | Drapeau des États-Unis |
| 2013      | Brooklyn Neuf-Neuf    | Luis Gotaro                      | T: 3 E: 13  | Drapeau des États-Unis |
| 2010      | Pretty Little Liars   | Flic                             | 2           | Drapeau des États-Unis |
| 2008      | Mentalist             | Mendoza                          | 1           | Drapeau des États-Unis |
| 2007      | Chuck                 | Jean                             | 1           | Drapeau des États-Unis |
| 2006      | Brothers and Sisters  | Henri Martinez                   | 1           | Drapeau des États-Unis |
| 2005      | Esprits criminels     | Jorge Santos                     | 1           | Drapeau des États-Unis |
| 2005      | Moyen                 | Propriétaire de prêteur sur gage | 1           | Drapeau du Canada      |
| 2002      | Aucune trace          | Rôle                             | 1           | Drapeau de la Jamaïque |
| 2001      | Traversée du Jourdain | Manny Hernandez                  | 1           | Drapeau des États-Unis |